# Dongdona
Dongdona est une localité située dans le département de Midebdo de la province du Noumbiel dans la région Sud-Ouest au Burkina Faso.

## Géographie
Dongdona est situé à environ 12 km à l'ouest de Midebdo sur la route régionale 8 menant à Batié.

## Santé et éducation
Le centre de soins le plus proche de Dongdona est le centre de santé et de promotion sociale (CSPS) de Midebdo tandis que le centre médical avec antenne chirurgicale (CMA) de la province se trouve à Batié.